# プンタ・デュフール
プンタ・ドゥフール（伊: Punta Dufour, 独: Dufourspitze, 仏: Pointe Dufour）は、イタリア・スイス国境にあるモンテ・ローザ山群の最高峰。峰はスイス領側に属する。
1855年8月1日、スイスの登山家アンリ・デュフールによって初登頂された。

## 山小屋
- イタリアから
  - カパンナ・レジナ・マルゲリータの山小屋 Capanna Regina Margherita (4,554m)